# It Takes Two (1995)
It Takes Two is een Amerikaanse komische familiefilm uit 1995 onder regie van Andy Tennant.

## Verhaal
De film gaat over twee negenjarige meisjes, Amanda Lemmon en Alyssa Callaway. De eerste is een weeskind en staat op het punt geadopteerd te worden door de afschuwelijke familie Butkis. Eigenlijk wil ze dat haar maatschappelijk werkster Diane Barrows haar adopteert, maar dat kan niet vanwege Diane's lage salaris. Alyssa is de dochter van rijke weduwnaar Roger Callaway. Hij gaat trouwen met de afschuwelijke Clarice Kensington, een kinder- en honkbalhater.
Alyssa wil het huwelijk voorkomen, maar weet niet hoe. Ze loopt weg en komt in Camp Callaway, waar Amanda en de andere weeskinderen op kamp zijn. Amanda is op hetzelfde moment bij Alyssa's huis, omdat ze wil laten zien dat ze niet bang is voor het 'spook van Callaway' dat daar zou zijn. Zo wisselen ze van rol, want in het kamp denken ze dat Alyssa Amanda is en bij Alyssa thuis andersom.
Ze lopen allebei weer weg, terug naar de plek waar ze vandaan komen. Dan komen ze elkaar tegen in het bos en schrikken zich kapot. Maar als blijkt wie ze zijn en waar ze geweest zijn, sluiten ze een verbond. Ze wisselen een paar dagen van leven en Amanda belooft om Clarice weg te jagen. Tegelijkertijd proberen ze Diane en Roger aan elkaar te koppelen, wat aardig lukt ook.
Maar dan gaat het mis, want Alyssa is verdwenen! Ze is geadopteerd door de familie Butkis, want iedereen denkt dat zij Amanda is. De Butkisjes blijken zoveel kinderen te willen, omdat ze die goedkoop kunnen laten werken in het familiebedrijf, een ijzersloop.
Amanda, die bruidsmeisje moet zijn op de bruiloft van Alyssa's vader (omdat iedereen natuurlijk denkt dat zij Alyssa is), overtuigt de butler Vincenzo dat zij niet Alyssa is en gaat ervandoor, zodat ze samen met Diane Alyssa kan redden. Dan kunnen ze samen de bruiloft van Clarice en Roger stoppen.
Uiteindelijk komt alles goed: Clarice wordt afgewezen en stormt woedend de kerk uit, waarbij ze roept: "Ik ben nog nooit zo vernederd!"
Waarop Alyssa antwoordt: "Wedden?", en op Clarice's sleep trapt zodat de jurk scheurt en iedereen haar ondergoed ziet. Vervolgens neemt Roger Diane tot vrouw en worden Amanda en Alyssa zusjes.

## Trivia
- Eigenlijk zou Bob Saget de rol spelen van Roger.
- Ook de Full House acteurs John Stamos en Lori Loughlin zouden in deze film spelen.
- Hoewel de zusjes Olsen identiek op elkaar lijken, spelen ze in de film geen tweeling.

## Rolverdeling
| Acteur                 | Personage           |
| ---------------------- | ------------------- |
| Ashley Olsen           | Alyssa Callaway     |
| Mary-Kate Olsen        | Amanda Lemmon       |
| Steve Guttenberg       | Roger Callaway      |
| Kirstie Alley          | Diane Barrows       |
| Philip Bosco           | Vincenzo ("Vinnie") |
| Jane Sibbett           | Clarice Kensington  |
| Michelle Grisom        | Carmen              |
| Michèle Lonsdale Smith | Michelle            |
| Ernie Grunwald         | Harry Butkis        |
| Dov Tiefenbach         | Harry Butkis Jr.    |

Keep the Change (1992) · Desperate Choices: To Save My Child (1992) · The Amy Fisher Story (1993) · It Takes Two (1995) · Fools Rush In (1997) · Ever After (1998) · Anna and the King (1999) · Sweet Home Alabama (2002) · Hitch (2005) · Fool's Gold (2008) · The Bounty Hunter (2010) · Wild Oats (2016) · The Secret: Dare to Dream (2020) · Unit 234 (2024)